# Hui Charn Hung
Hui Charn Hung es un deportista hongkonés que compitió en esgrima en silla de ruedas. Ganó ocho medallas en los Juegos Paralímpicos de Verano entre los años 2000 y 2008.

## Palmarés internacional
| Juegos Paralímpicos | Juegos Paralímpicos | Juegos Paralímpicos | Juegos Paralímpicos  |
| Año                 | Lugar               | Medalla             | Prueba               |
| ------------------- | ------------------- | ------------------- | -------------------- |
| 2000                | Sídney (Australia)  | Medalla de oro      | Florete individual B |
| 2000                | Sídney (Australia)  | Medalla de oro      | Florete por equipos  |
| 2000                | Sídney (Australia)  | Medalla de bronce   | Sable por equipos    |
| 2004                | Atenas (Grecia)     | Medalla de oro      | Florete individual B |
| 2004                | Atenas (Grecia)     | Medalla de oro      | Sable por equipos    |
| 2004                | Atenas (Grecia)     | Medalla de plata    | Sable individual B   |
| 2004                | Atenas (Grecia)     | Medalla de plata    | Florete por equipos  |
| 2008                | Pekín (China)       | Medalla de plata    | Sable individual B   |